# Mag

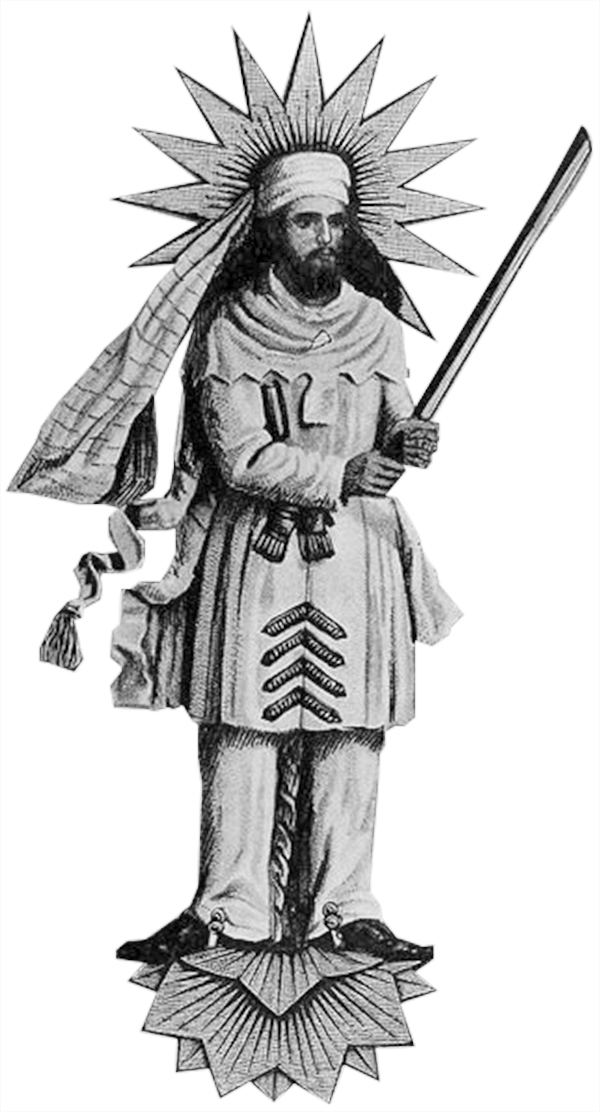
Un mag zoroastrian indian din sec. al XIX-lea

Un mag poate fi un adept al zoroastrismului sau al lui Zoroastru. Cea mai veche folosire cunoscută a cuvântului magi este în inscripția trilingvă scrisă de Darius cel Mare, cunoscută sub numele de Inscripția de la Behistun. Textele vechi persane, care datează dinaintea perioadei elenistice, se referă la un mag ca la un preot al zeului Zurvan și, probabil, la un preot zoroastrian.

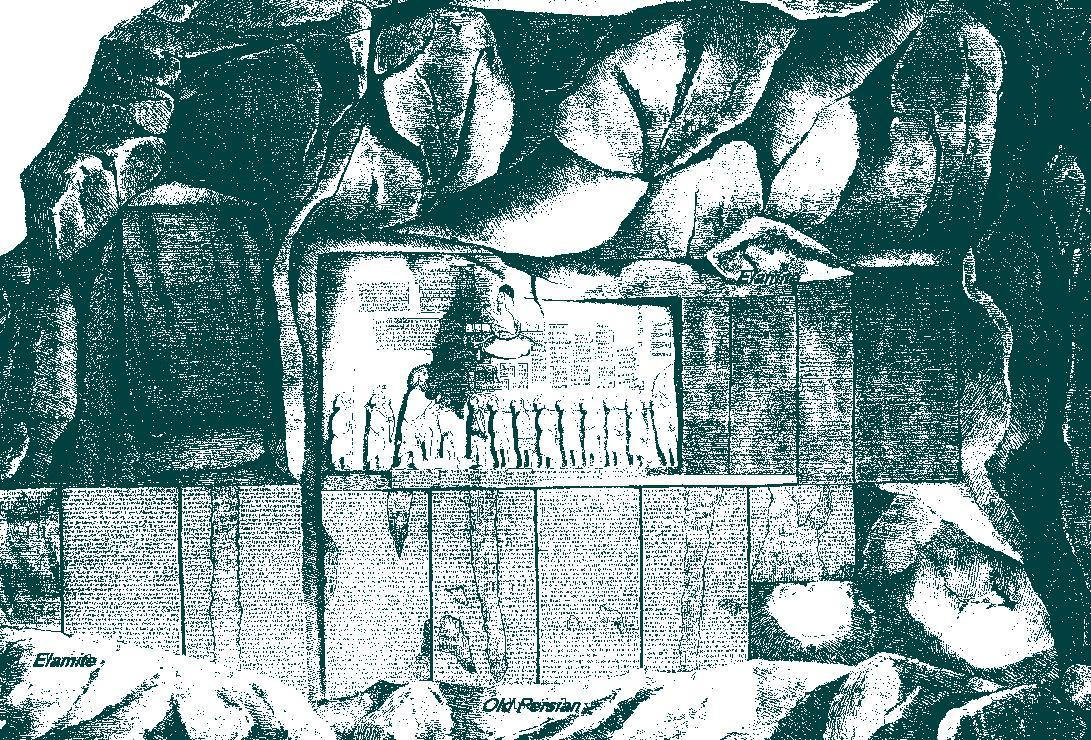
Inscripția de la Behistun, cu același text gravat în trei limbi pe faleză, indicând istoria cuceririlor regelui Darius. Este ilustrată cu imagini gravate ale Marelui Rege și ale altor personaje, care îl însoțesc, în mărime naturală. Fotografie din anul 1881

Folosit extensiv în estul Mediteranei și în Asia de Vest până în antichitate târzie și mai târziu, cuvântul mágos a fost influențat de cuvântul grec goēs (γόης), cuvânt vechi care desemna un practicant al magiei, incluzând persoanele care aveau cunoștințe de astronomie/astrologie, alchimie și alte forme esoterice de învățături oculte.
Magii apar și în creștinism, fiind cunoscuți ca magii de la Răsărit (μάγοι). Ei sunt descriși în Evanghelia după Matei, capitolul 2, ca un grup de străini veniți dinspre răsărit pentru a omagia Nașterea Domnului. Grecescul μάγοι (la plural) a fost transliterat în latinescul „magi” (la plural), iar această formă a influențat traducerea termenului în limbile moderne. Cuvântul a fost preluat din latină în limba engleză în jurul anului 1200 (cu sensul de „regi”, deși este folosit mai des în ultima vreme cu sensul de „înțelepți”).. Singularul cuvântului „magi”, „magus”, apare considerabil mai târziu, când a fost împrumutat în limba engleză din franceza veche la sfârșitul secolului al XIV-lea cu înțelesul de magician.